# Automotore FS 211
Gli automotori del gruppo 211, più comunemente conosciuti con il soprannome di sogliola e sogliolone, sono automotori di costruzione ABL.
Vennero costruiti sulla base del progetto, su licenza della fabbrica tedesca Breuer, che aveva dato luogo alla precedente serie di "sogliole" 207-208. Sulla base di tale progetto vennero realizzati a partire dal 1945 gli automotori del gruppo 210 e tra il 1949 e il 1951 la serie più "grande" e ultima del gruppo 211.
Il nomignolo di "sogliola" venne loro conservato, come nelle precedenti serie, a causa della loro forma tipica: la cabina di manovra, unica e centrale che, stretta e verticale, era atta a occupare pochissimo spazio, come del resto tutto il rotabile.
Come per le precedenti serie 207-208 i rotabili erano destinati alle manovre nei piccoli scali ferroviari, nei depositi, nei raccordi civili e militari.

## Caratteristiche
Prodotti in numero di 55 unità, precedentemente classificati FS 5025-5079, gli automotori della serie 211 hanno prestato servizio nelle Ferrovie dello Stato fino alla fine degli anni ottanta e vennero dismessi tra il 1984 e il 1986.
La motorizzazione a benzina o a nafta fu ancora della Fiat con vari tipi di propulsore Fiat 366 da 83 kW con sei cilindri in linea. La trasmissione del moto era a catena di trasmissione e corona dentata con cambio a quattro velocità più quattro ridotte. Il carrello era a ruote piccole da 600 mm a due assi motori. Il tutto permetteva una velocità massima molto modesta di 40 km/h ma ciò era del tutto sufficiente allo scopo per cui il mezzo era stato costruito.
Gli automotori 211 avendo dimensioni e peso maggiori delle serie precedenti hanno avuto l'aggiornamento del soprannome da "sogliola" a "sogliolone".

## Automotori conservati
- L'automotore 211.063, atto al servizio, è stato assegnato al DRS di Rimini per le manovre dei mezzi storici  assegnati all'impianto, ed è conservato in efficienza a cura dell'Associazione amatoriale Adriavapore[1]
- L'automotore 211.050 in riparazione presso DL Milano Smistamento
- Presso il raccordo portuale dismesso di Torre Annunziata è presente, ormai semidistrutto dall'incuria e dall'abbandono, il "sogliolone" 211.066[2].